# هنري إبراهام (فيزيائي)
هنري إبراهام (بالفرنسية: Henri Abraham)‏ هو فيزيائي فرنسي، ولد في 12 يوليو 1868 في الدائرة الأولى في باريس في فرنسا، وتوفي في 22 ديسمبر 1943 في معسكر أوشفيتز بيركينو في بولندا.